# 陳南賓
陳南賓，名光裕，湖南茶陵人。明朝初期政治人物。
元末時期為全州學正。洪武三年（1370年），到南京，聘為無棣丞、膠州同知，其經濟為長。后召為國子助教。后與朱元璋見面，講授《洪範》，深受朱元璋喜愛。其注解也多為後世所採納。后陳升任蜀府長史。當時蜀王朱椿好學，對其敬禮尤甚，后為之造宅為“安老堂”。
洪武二十九年（1396年），與方孝孺同為四川考試官。八十歲去世。